# Olsenbanden och guldstatyetten
Olsenbanden och guldstatyetten är en norsk film från 1969 regisserad av Knut Bohwim. Filmen hade premiär 11 augusti 1969 på biograferna Saga och Soria Moria i Oslo. Filmen är den första i serien om Olsenbanden.

## Handling
Efter en misslyckad kupp mot en tobaksaffär ska äntligen Egon Olsen släppas ur fängelset och där har han planerat en felfri kupp i vilket han ska stjäla en dyrbar staty som är värd 12 miljoner kronor från en tysk kejsare när denna staty ställs ut i Oslo.

## Om filmen
Filmen är en norsk version av den danska filmen Olsen-banden från 1968.

## Rollista
- Arve Opsahl - Egon Olsen
- Carsten Byhring - Kjell Jensen
- Sverre Holm - Benny Fransen
- Aud Schønemann - Valborg
- Pål Johannessen - Basse
- Stein Thorsrud - Birger
- Solfrid Heier - Ulla
- Sverre Wilberg - kriminalassistent Hermansen
- Georg Richter - kriminalchef
- Birger Løvaas - stationsbetjänt
- Leif Enger - misstänksam herre
- Sverre Anker Ousdal - man på bensinstation
- Ulf Wengård - Ulf Wengård
- Henry Hagerup - tysk ambassadör
- Rolf Nannestad - konduktör på tåget